# Tereza Seiblitz
Ana Tereza Milanez de Lossio e Seiblitz (Rio de Janeiro, 29 de junho de 1964) é uma atriz brasileira.

## Família
Filha da antropóloga Zélia Milanez e do médico Maurício Seiblitz, Tereza é formada em Letras e Educação Artística. O sobrenome Milanez vem de seu avô, José de Brito Milanez, pernambucano filho de paraibanos de ascendência luso-italiana, já o de Lossio e Seiblitz veio da família do seu pai e é de origem luso-hispano-austríaca.

## Carreira
Iniciou na vida artística como bailarina, através de seu dom de dançar participou de musicais no teatro. Estudou na CAL com Paulo Betti, Moacyr Góes e Tizuka Yamazaki, com quem teve a oportunidade de ser dirigida no longa-metragem Fica Comigo.
A atriz estreou na televisão no grande sucesso Barriga de Aluguel, onde viveu a antagonista Laura, depois fez Pedra Sobre Pedra, ganhou notoriedade na novela Renascer como mulher de Tião Galinha, interpretado por Osmar Prado, posteriormente na trama, viveria um romance com o padre Lívio (Jackson Costa). Em 1994, Tereza protagonizou o especial Uma Mulher Vestida de Sol e em 1995, foi protagonista da telenovela Explode Coração, de Glória Pérez, como a cigana Dara, ao lado de Edson Celulari. Em 2002, atuou em Malhação, na Rede Globo. Realizou ainda três episódios do Você Decide, um Renato Aragão Especial, além de um Linha Direta.
De agosto de 2007 a janeiro de 2008, interpretou a personagem Lígia Salgado, uma dona de casa, na versão brasileira de Desperate Housewives, na Rede TV, dirigida por Fábio Barreto.
No teatro, destacou-se em diversas produções, entre elas O Avarento, texto de Molière, no qual contracenou com o ator Tonico Pereira. Em 2009, fez Bodas de Sangue de Garcia Lorca, dirigida por Amir Haddad em curta temporada no teatro Tom Jobim. Em 2010, esteve na peça Escola de Molières.
No cinema, atuou no filme High School Musical: O Desafio. e Cora Coralina, Todas as Vidas de Renato Brabieri que ganhou premio do juri popular no Festival de Brasilia em 2015
Em 2011, a atriz desfilou no carnaval, pela escola de samba Porto da Pedra, onde representou "Maroquinhas Fru-Fru" que lembrou a obra da escritora Maria Clara Machado. Em 2015, Tereza retorna a televisão em quatro episódios da minissérie Milagres de Jesus, onde viveu Maria.
Devido os cuidados dedicados aos filhos, já recusou trabalhos na televisão, como na novela O Amor Está no Ar eEstrela-Guia.
A atriz se forma em Letras em 2016 e defende dissertação de mestrado em Literatura Cultura e Contemporaneidade em 2019, na PUC-Rio, sob o título VIRADA DE FÔLEGO: arquivo pessoal e pensamento-riso. Tereza retornou às telonas em Justiça 2. Posteriormente, aceitou o papel como a batalhadora Doralice em Volta por Cima, marcando a sua volta para as telenovelas, de onde esteve afastada há 22 anos depois de  Malhação 2002.

## Vida pessoal
É mãe de Manuela, nascida em 13 de fevereiro de 1999, fruto de um breve relacionamento com o ator André Gonçalves.
Foi casada durante cinco anos com o cineasta Luiz Fernando Carvalho, com quem tem um filho chamado Vittorio, nascido em 7 de junho de 2001, fruto de uma recaída amorosa do casal depois de dois anos de separação.
Em 8 de abril de 2006, nasceu Juliano, filho de José Maurício Parreira Horta, o músico Kiko Horta, do grupo Cordão do Boitatá, seu ex-marido.. Se  considera mãe também da enteada Rosa Marina Parreiras Horta, filha do Kiko com Melissa Ferraz

## Filmografia

### Televisão
| Ano  | Título                             | Personagem                | Notas |
| ---- | ---------------------------------- | ------------------------- | --- |
| 1990 | Barriga de Aluguel                 | Laura Maria Baronni       | |
| 1991 | Lua Cheia de Amor                  | Dançarina                 | Episódio: "12 de julho"                                                                                          |
| 1992 | Pedra sobre Pedra                  | Jerusa Queiroz            | |
| 1993 | Renascer                           | Joana de Pádua (Joaninha) | |
| 1994 | Caso Especial                      | Rosa Maranhão             | Episódio: "Uma Mulher Vestida de Sol"                                                                            |
| 1995 | Você Decide                        | Ana Maria                 | Episódio: "A Herança"                                                                                            |
| 1995 | Explode Coração                    | Dara Sbano                | |
| 1998 | Hilda Furacão                      | Gabriela M.               | |
| 1998 | Mulher                             | Graça                     | Episódio: "Viciados em Amor"                                                                                     |
| 1998 | Didi e o Avarento                  | Mara                      | Especial de fim de ano                                                                                           |
| 1999 | Você Decide                        | Clara                     | Episódio: "Choque Mortal"                                                                                        |
| 2000 | Você Decide                        | Maria de Lourdes          | Episódio: "Uma Mulher Quase Honesta"                                                                             |
| 2001 | Brava Gente                        | Marlene                   | Episódio: "A Coleira do Cão"                                                                                     |
| 2002 | Malhação                           | Débora Batista            | Temporada 9 |
| 2005 | Linha Direta Justiça               | Arlete                    | Episódio: "Zé Arigó"                                                                                             |
| 2007 | Amazônia, de Galvez a Chico Mendes | Olguinha                  | |
| 2007 | Donas de Casa Desesperadas         | Lígia Salgado             | |
| 2008 | Casos e Acasos                     | Eduarda                   | Episódio: "O Carro, o E-mail e o Rapper"                                                                         |
| 2015 | Milagres de Jesus                  | Maria                     | Episódio: "A Ressurreição de Lázaro" Episódio: "Barrabás" Episódio: "Os Dois Ladrões" Episódio: "A Crucificação" |
| 2024 | Justiça 2                          | Santana Souza de Jesus    | |
| 2024 | Volta por Cima                     | Doralice Souza            | |
| 2025 | Dança dos Famosos                  | Participante              | Temporada 22 |

### Cinema
| Ano  | Título                         | Papel         | Notas          |
| ---- | ------------------------------ | ------------- | -------------- |
| 1998 | Fica Comigo (Um Grito de Amor) |               |                |
| 2000 | O Barato é Ser Careta          |               |                |
| 2002 | Querido Estranho               | Vitória       |                |
| 2010 | High School Musical: O Desafio | Mãe de Renata |                |
| 2013 | Aurélia                        | Maria         | Curta-metragem |
| 2013 | Fora de Série                  | Ana           |                |
| 2015 | Cora Coralina - Todas as Vidas | Cora Coralina |                |

## Teatro
| Ano  | Título                                                | Papel                    |
| ---- | ----------------------------------------------------- | ------------------------ |
| 1982 | Os 12 Trabalhos de Hércules                           | Diana e corça cirinita   |
| 1984 | Léo e Bia                                             | Bia                      |
| 1985 | A Dança dos Signos                                    |                          |
| 1986 | Aldeia dos Ventos                                     |                          |
| 1989 | Mayã, Uma Ideia de Paz                                | Mayã                     |
| 1993 | Dona Flor e seus Dois Maridos                         | Dona Flor                |
| 1996 | Mambembe canta Mambembe                               | Laudelina                |
| 1996 | A Dama do Mar (The Lady from the Sea)                 | Bolette                  |
| 1998 | Urfaust (o proto-Fausto)                              | Margarida                |
| 1999 | Auto de Natal - O Nascimento de Jesus                 | Maria                    |
| 2000 | Eles não Usam Black-tie                               | Maria (namorada de Tião) |
| 2000 | O Avarento                                            | Elisa                    |
| 2003 | Maroquinhas Fru-Fru                                   | Maroquinhas Fru-Fru      |
| 2005 | Fazendo Ana Paz                                       | vários personagens       |
| 2007 | Cora Coralina , coração encarnado                     | Cora Coralina            |
| 2009 | Bodas de Sangue                                       |                          |
| 2010 | Há um Segredo Entre Nós - Sarau de Contos Iniciáticos |                          |
| 2010 | Escola de Molières                                    |                          |
| 2011 | A Megera Domada                                       | Catarina                 |
| 2012 | Amor Natural                                          |                          |
| 2013 | Corpos Estranhos                                      |                          |
| 2014 | Cabaré Hilda Hilst                                    |                          |
| 2015 | Uma Mulher Vestida de Sol                             | Rosa                     |
| 2022 | Carangueja                                            | A Mulher                 |